# Pristimantis anolirex
Pristimantis anolirex är en groddjursart som först beskrevs av Lynch 1983.  Pristimantis anolirex ingår i släktet Pristimantis och familjen Strabomantidae. IUCN kategoriserar arten globalt som nära hotad. Inga underarter finns listade i Catalogue of Life.